# Winchester College
Winchester College, officiellt St Mary's College near Winchester, är en av de mest ansedda engelska privatskolorna (public schools). Den grundades 1382 av biskopen William av Wykeham och är en av de två äldsta fortfarande existerande skolorna i England (den som möjligen är äldre är Westminster School; vilken av skolorna som är äldst beror på om man anser 1179 eller 1560 som grundandeår för den senare). Winchester College som är beläget i Winchester, Hampshire, nära den engelska sydkusten, antar enbart pojkar och har ca 700 elever.
Winchester College är en av de nio privatskolorna som listas i 1868 års Public Schools Act (de övriga är Charterhouse, Eton College, Harrow School, Merchant Taylors' School, Rugby School, St Paul's School, Shrewsbury School och Westminster School) och anses därmed ha fått en viss särställning bland landets skolor.
Före detta elever vid Winchester College kallas Old Wykehamists. Några av dessa är William Warham (ärkebiskop), Edward Young (poet), Montague John Druitt (som misstänkts för att vara Jack Uppskäraren), George Leigh Mallory (bergsbestigare), Oswald Mosley (fascistledare) och Hugh Gaitskell (Labourledare).

## Historia

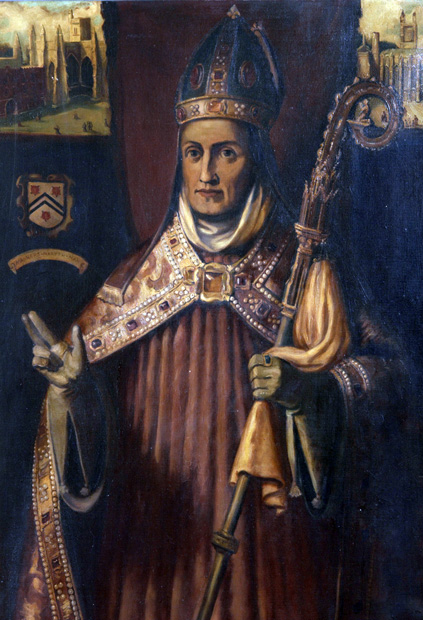
Winchester Colleges grundare William av Wykeham.

Winchester College grundades 1382 av William av Wykeham som var biskop i Winchester och lordkansler till både Edward III och Richard II. Skolan öppnades till en början för akademiskt begåvade barn från låginkomsthushåll och de första 70 eleverna flyttade 1394 in på internatet. William av Wykeham grundade samtidigt New College i Oxford där eleverna från Winchester kunde vidareutbildas på universitetsnivå. De äldsta byggnaderna på både New College och Winchester ritades av William Wynford. Det lyckade samarbetet mellan Winchester College och New College ledde till flera andra skolor och 'oxbridge' college som grundades efter samma mall, däribland Eton College och King's College i Cambridge (ca. 50 år efter Winchesters grundande) och Westminster School och Trinity College i Cambridge.
De tidigaste årsgrupperna bestod av 70 stipendiater som bodde på skolans internat och 16 "Quiristers" (kommer av ordet "chorister", betydande 'unga körsångare') som var musikstipendiater. Skolans statuter gjorde det även möjligt för 10 betalande elever som bodde hemma hos rektorn eller vicerektorn i deras officiella skolbostad. Framåt slutet på 1700-talet växte antalet betalande elever som kom att inackorderas hemma hos lärare i deras privatbostäder. Elevhem byggdes för de betalande eleverna som kom att kallas "Old Commoners", senare "New Commoners". Ordet "commoner" betyder en elev som inte är stipendiat. Skolan hade då runt 70-130 elever.
Sent under 1850-talet påbörjades planer att bygga fyra nya elevhem, vardera skulle ha en husfar och möjliggöra för skolan att ta emot fler elever. Dock byggdes endast tre, som kom att kallas "Old Tutors' Houses" (O.T.H.) A, B och C. Under 1860-talet byggdes fyra nya elevhem för eleverna från "New Commoners" elevhem som stängdes och byggdes om till klassrum. De nya elevhemmen kom att kallas för "Commoners Block" D, E, G och H, då de byggdes över ett helt kvarter invid skolan. Ytterligare två hus köptes och blev elevhemmen F och I och grupperades tillsammans med "Old Tutors' Houses". Det sista elevhemmet grundades 1905 och blev del av "Commoners Block" som elevhem "K". Idag är den enda distinktionen mellan "Old Tutors' Houses" och "Commoners Block" elevhemmen att de delas upp i två lag då Winchester Colleges egna sport "Winchester College Football" (en föregångare till rugby) spelas.
Winchester College består idag av cirka 673 elever som bor på 11 elevhem. Stipendiaterna bor i "College", i samma byggnader som de första 70 stipendiaterna då skolan grundades på 1300-talet. 

## Elevhem
| Officiellt namn | Informellt namn | Bokstav |
| --------------- | --------------- | ------- |
| Chernocke House | Furley's        | A       |
| Moberly's       | Toye's          | B       |
| Du Boulay's     | Cook's          | C       |
| Fearon's        | Kenny's         | D       |
| Morshead's      | Freddie's       | E       |
| Hawkins'        | Chawker's       | F       |
| Sergeant's      | Phil's          | G       |
| Bramston's      | Trant's         | H       |
| Turner's        | Hopper's        | I       |
| Kingsgate House | Beloe's         | K       |

Stipendiaterna bor i skolans originalbyggnad från 1300-talet, som heter College. En elev som bor på College kallas därför för "Collegeman". Tidigare var det vicerektorns uppgift att vara föreståndare eller 'husfar' på College men idag tillfaller rollen en av lärarna som därmed får titeln 'Master in College'. Då man ansöker för en plats på Winchester College måste man sitta akademiska inträdesprov. De elever med bäst resultat kan bli erbjudna ett stipendium som täcker skolkostnaderna och därmed en plats på College. De som inte får en plats på College blir indelade i ett av skolans 10 andra elevhem där de bor och äter sina måltider.
Varje elevhem har en föreståndare eller en 'husfar', en prestigefylld roll som ges till erfarna lärare på skolan. Elevhemmen har även fem eller sex lärare från skolan som agerar som handledare och hjälper till med läxor, studier och elevernas välbefinnande. Elevhemmen tävlar mot varandra i olika sporter såsom simning, fäktning, fotboll eller "Winchester Football". 
Elevhemmens officiella namn är efternamnet på den lärare som grundade varje hem. Dock har de har även ett informellt namn som används i dagligt tal, ofta ett smeknamn på en tidig husfar. Varje elevhem har sina egna färger som används på slipsar, flugor, band på hattar, strumpor eller "pussies" (en typ av scarf som ges ut till elever som utmärkt sig i sportsammanhang).

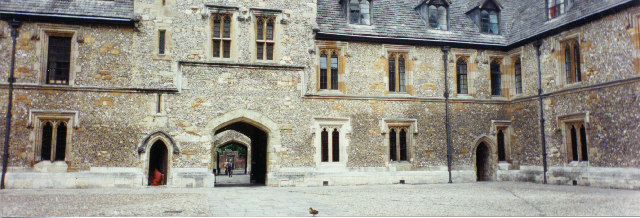
Innergården till elevhemmet College.

## Antagning
Winchester College har sina egna antagningsprov och platser ges endast på akademisk merit (på andra internat i England används ofta samma prov som kallas för "Common Entrance"). De elever som söker en plats på College och därmed ett stipendium måste ta ett svårare antagningsprov som kallas "Election". Varje plats på College ges på akademisk merit och elevens resultat i Election. Dock avses majoriteten av platser för elever från låginkomsthem i enlighet med skolans statut. Det finns även stipendier för elever som utmärker sig i de andra elevhemmen.

## Studier

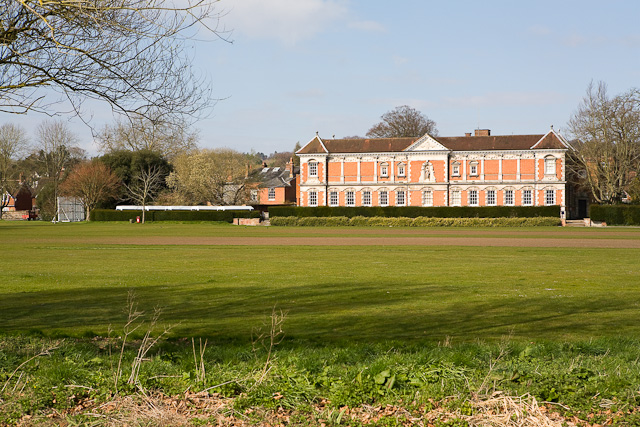
"Science school", där undervisning i naturvetenskap sker.

Fram till 1860-talet studerades på Winchester framförallt klassiska studier, samt franska och matematik. Rektorn George Ridding lät bygga fler och modernare klassrum som gav eleverna möjlighet att välja till moderna språk och historia till sina studier. Senare tillkom även naturvetenskapliga ämnen. Winchester College har traditionellt sett mycket gott anseende i de naturvetenskapliga ämnena och en rad kända vetenskapsmän har gått på skolan, bland annat: Nobelpristagaren i kemi Richard Synge, geologen William Buckland, fysikern och matematikern Freeman Dyson, kemisten William Sealy Gosset, biokemisten Anthony Pawson, matematikern Godfrey Harold Hardy, ingenjören Sir James Lighthill, och läkaren Thomas Browne.
Jämte den vanliga kursplanen måste alla elever på skolan ta "Division", en kurs som fokuserar på allmänbildning och kan innehålla historia, litteratur, politik, konst, musik eller vetenskap. 

## Idrott

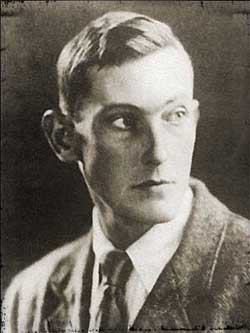
Bergsbestigaren George Mallory.

På Winchester College spelas en tidig föregångare till rugby (rugby uppkom på Rugby School) som heter Winchester Football, "Winkies". Winkies är en mix mellan fotboll och rugby, dock med ett flertal stora skillnader från båda sporterna. Winkies spelas på en 73 meter lång och 24.5 meter bred plan med nät på vardera långsida. Målet är att få bollen från ena sida av planen över mållinjen på den andra sidan. Man får under vissa omständigheter fånga bollen och springa med den i famnen, som i rugby, då personen med bollen även kan tacklas. Man får även sparka bollen framåt på planen, dock inte dribbla som i fotboll.
Det finns även en Winchester-version av "fives", en bollsport lik squash som istället för med en racket spelas med handen. Man spelar även "Rackets", en racketsport som också är lik squash, men spelas på en mycket större plan och med en hård boll.
Winchester College har varit traditionellt sett varit mycket framgångsrik i cricket. Det finns redan 1647 beskrivet i en latinsk dikt av Robert Matthew hur elever från Winchester College spelade cricket på St Catherines kulle som ligger invid skolan. Om dikten är autentisk är det den tidigaste referensen till cricket i Hamshire. Winchester College var en av skolorna som deltog i cricket turneringen "Lord's" som spelades mellan Winchester College, Eton College och Harrow School på Lord's Cricket Ground i London. Winchester har dock inte deltagit sedan 1855.
På skolan kan man även delta i de flesta vanligare sporter, så som: segling, simning, fotboll, vattenpolo, skytte, och tennis. Skolan har även ett sällskap för bergsbestigning som grundades 1904 av R. L. G. Irving. En av sällskapets första medlemmar var bergsklättraren George Mallory, som dog på Mount Everest.

## Kapell
Winchester College har ett synnerligen unikt medeltida kapell som invigdes 17 July 1395, ritat av William Wynford med ett innertak i trä, utformat som ett solfjädervalv byggt av Hugh Herland. Kapellets kanske mest unika del är de medeltida glasmålningarna som gjordes i slutet av 1500-talet av Thomas Glazier av Oxford, en av Englands tidigaste och mest kända glasmålare. 

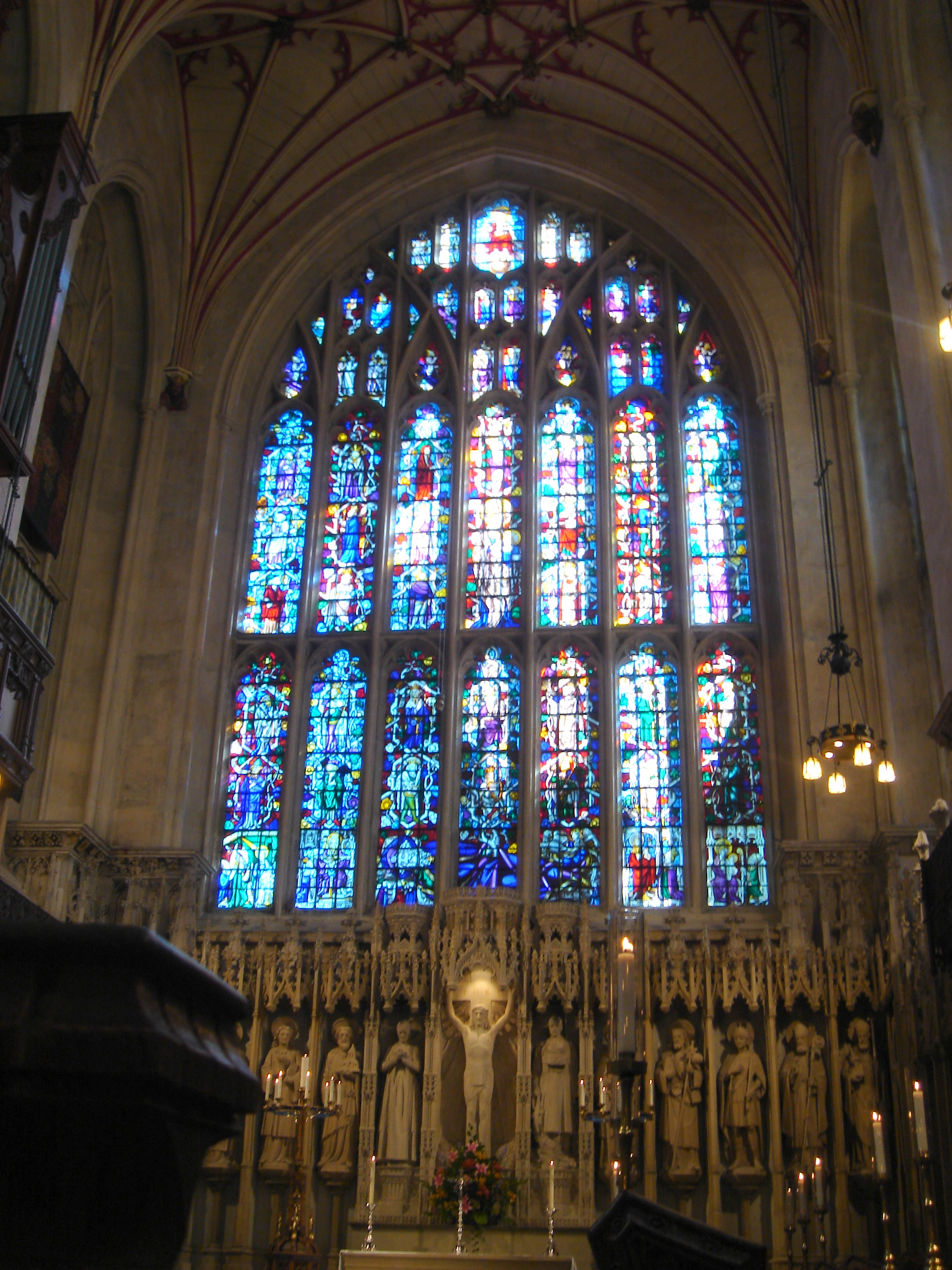
Glasmålningar i Winchester College Chapel.
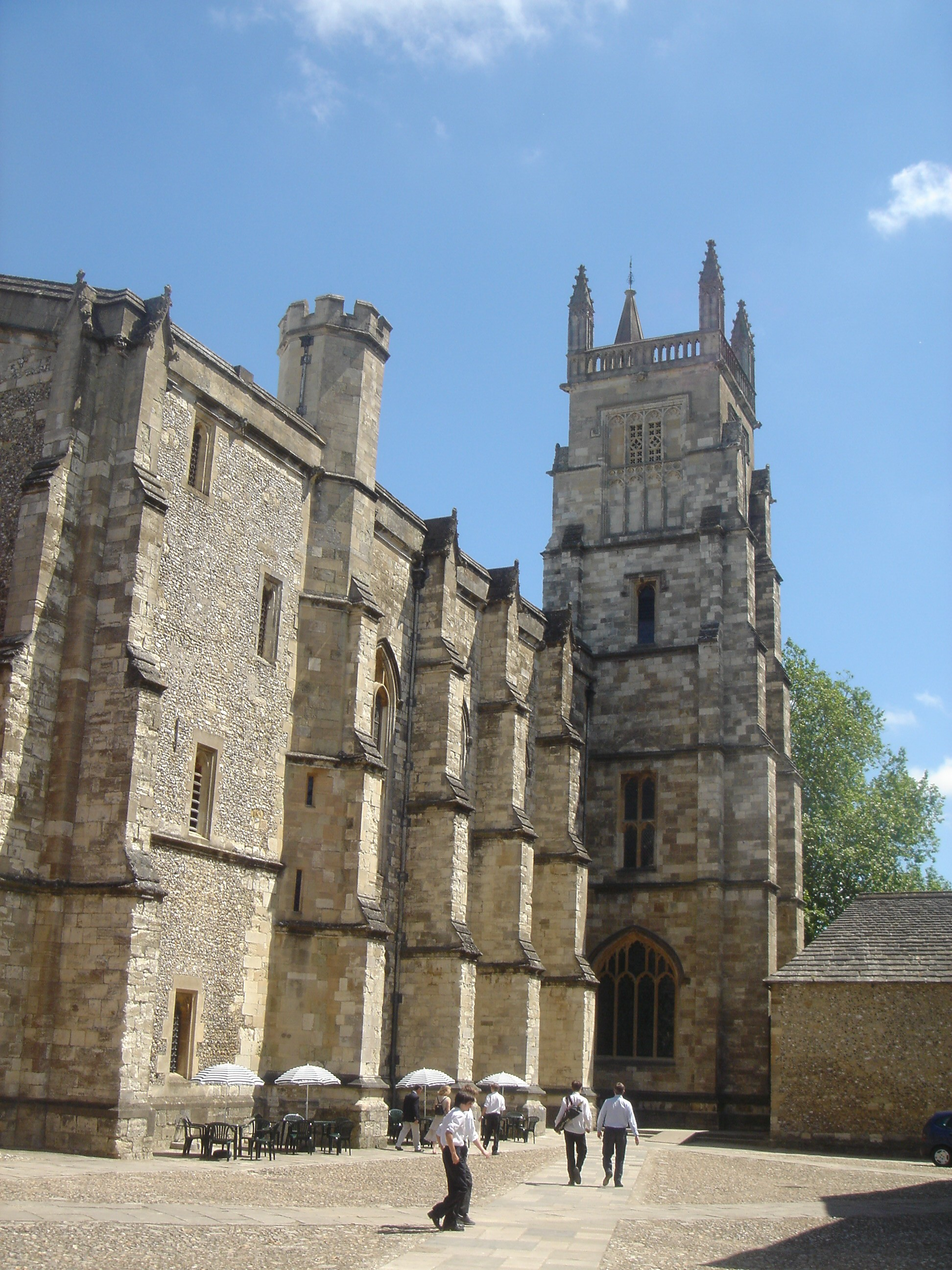
Winchester College Chapel.
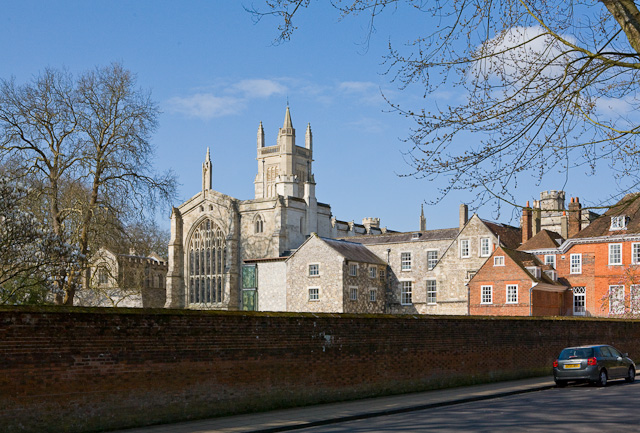
Winchester College Chapel sett från College Street.
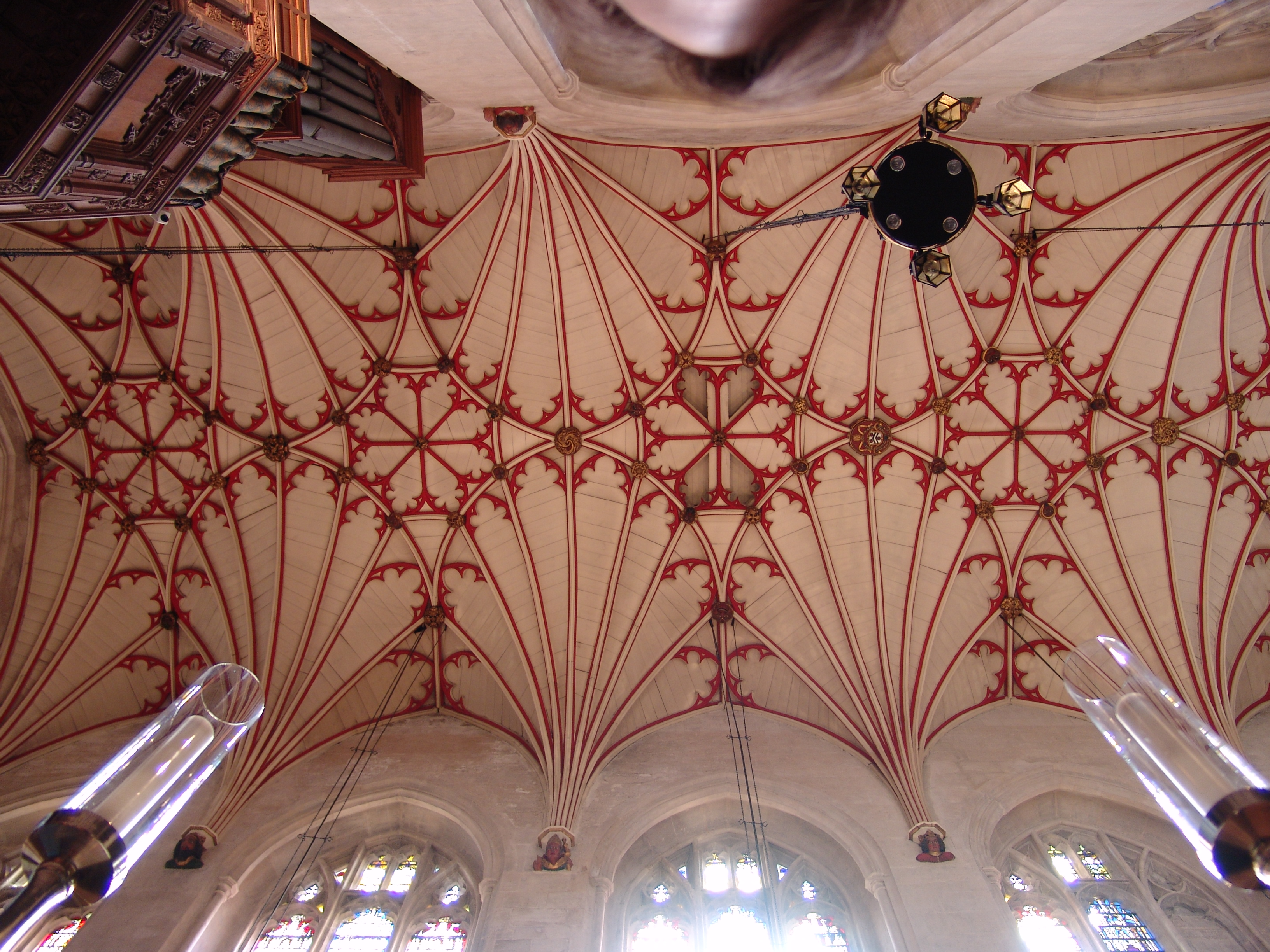
Taket i Winchester College Chapel.

## Krigsmonument

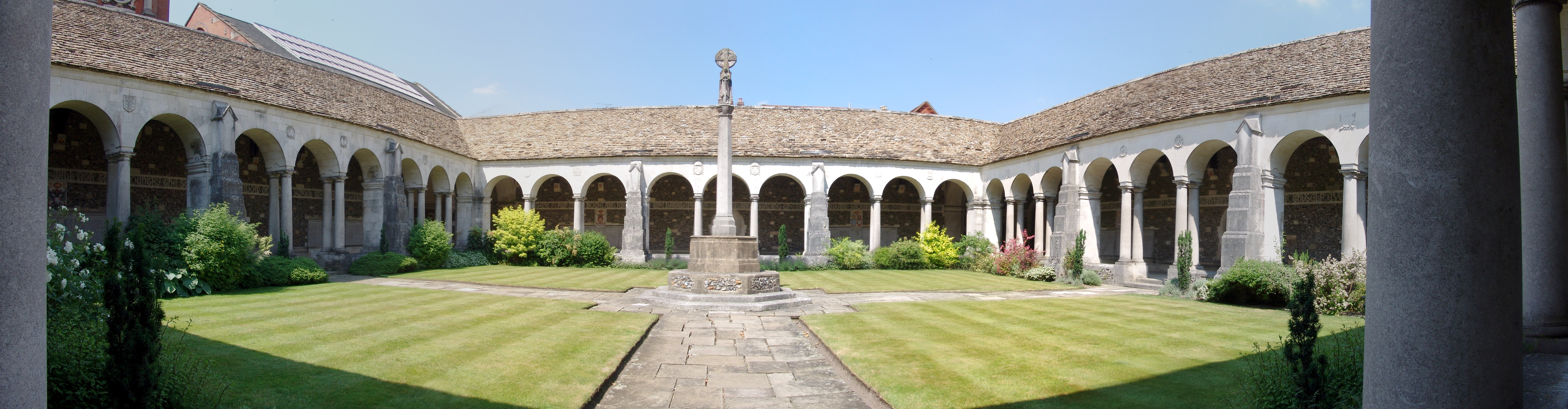
Krigsmonumentet i Winchester College.

Runt 2500 lärare och tidigare elever deltog i första världskriget och ca. 500 "Old Wykehamists" (tidigare elever) stupade. Fyra officerare från skolan blev tilldelade Viktoriakorstet, den högsta utmärkelse för tapperhet en brittisk militär kan erhålla: Daniel Burges, Charles Doughty-Wylie, Dennis George Wyldbore Hewitt och Arthur Forbes Gordon Kilby. Skolan beslutade därför att bygga ett krigsmonument som ritades av Sir Herbert Baker och stod färdigt 1924. Invigningen, den 31 May 1924 besöktes av bland annat Prins Arthur, hertig av Connaught och Strathearn (drottning Viktorias tredje son), samt den tidigare utrikesminister Edward Grey, 1:e viscount Grey av Fallodon.
Den 14 november 1948 återinvigdes monumentet för att inkludera de som 285 Old Wykehamists som stupat under andra världskriget
Monumentet är utformat som en pelargång med namnen av de stupade soldaterna inristade på stenblock som hänger längs väggarna. 

## Kända Old Wykehamists (före detta elever)

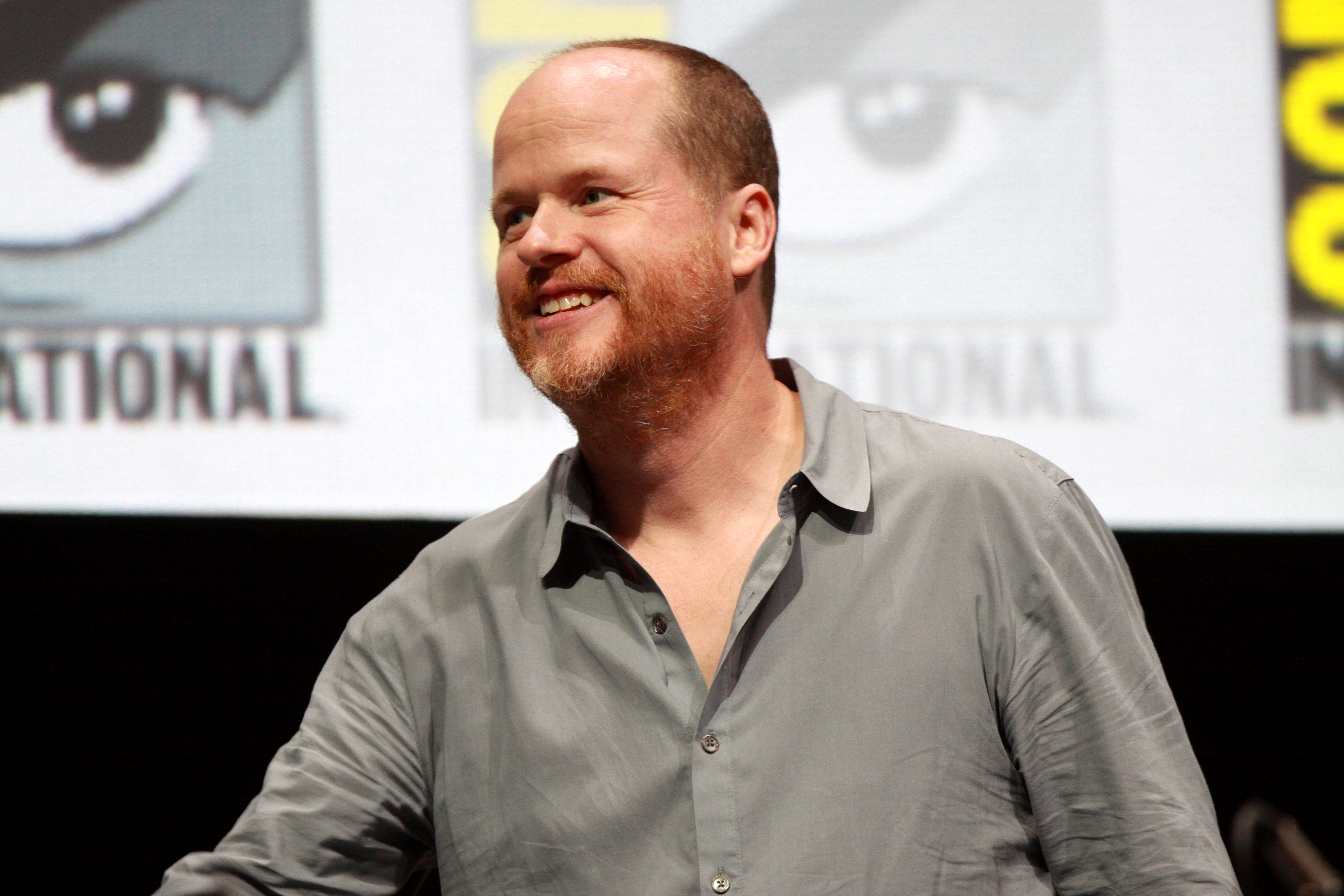
Regissören av bland annat The Avengers, Justice League, Buffy och vampyrerna och författaren till Toy Story, Joss Whedon.

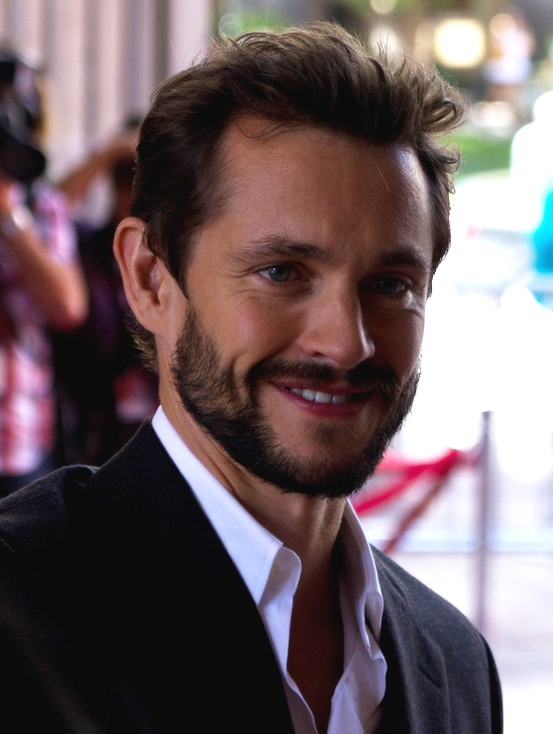
Skådespelaren Hugh Dancy.

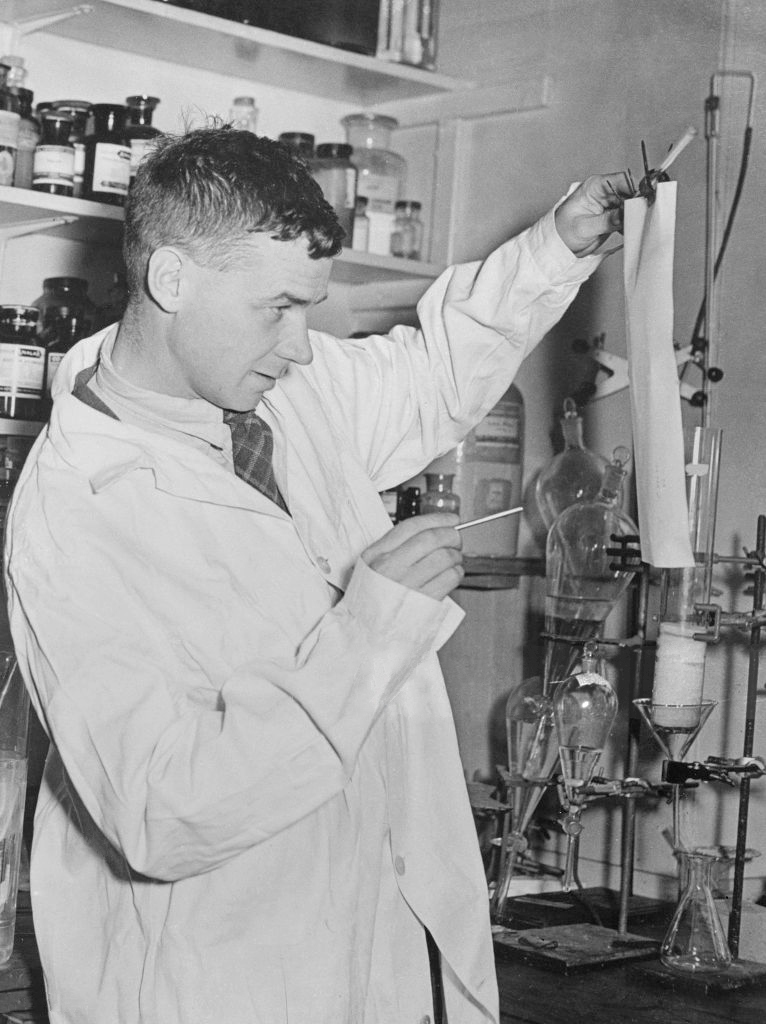
Nobelprisvinnaren i kemi, Richard Synge.

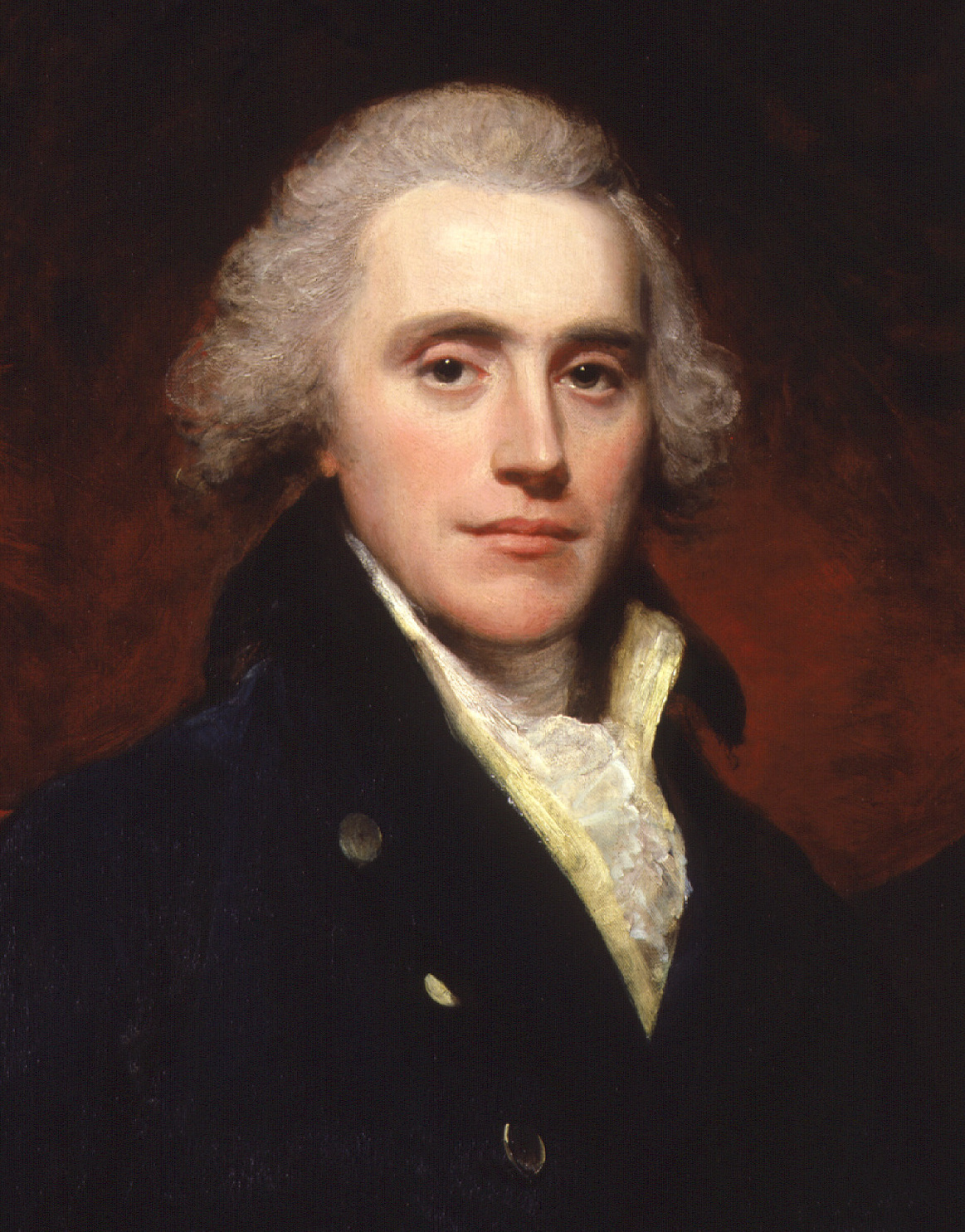
Den brittiske premiärministern Henry Addington.

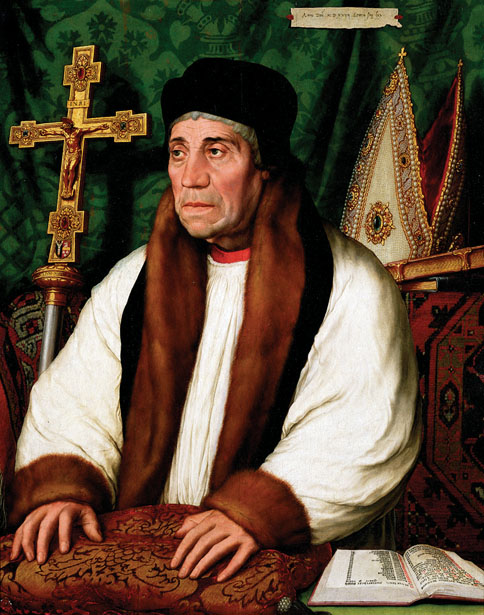
Ärkebiskopen av Canterbury och lordkansler William Warham.

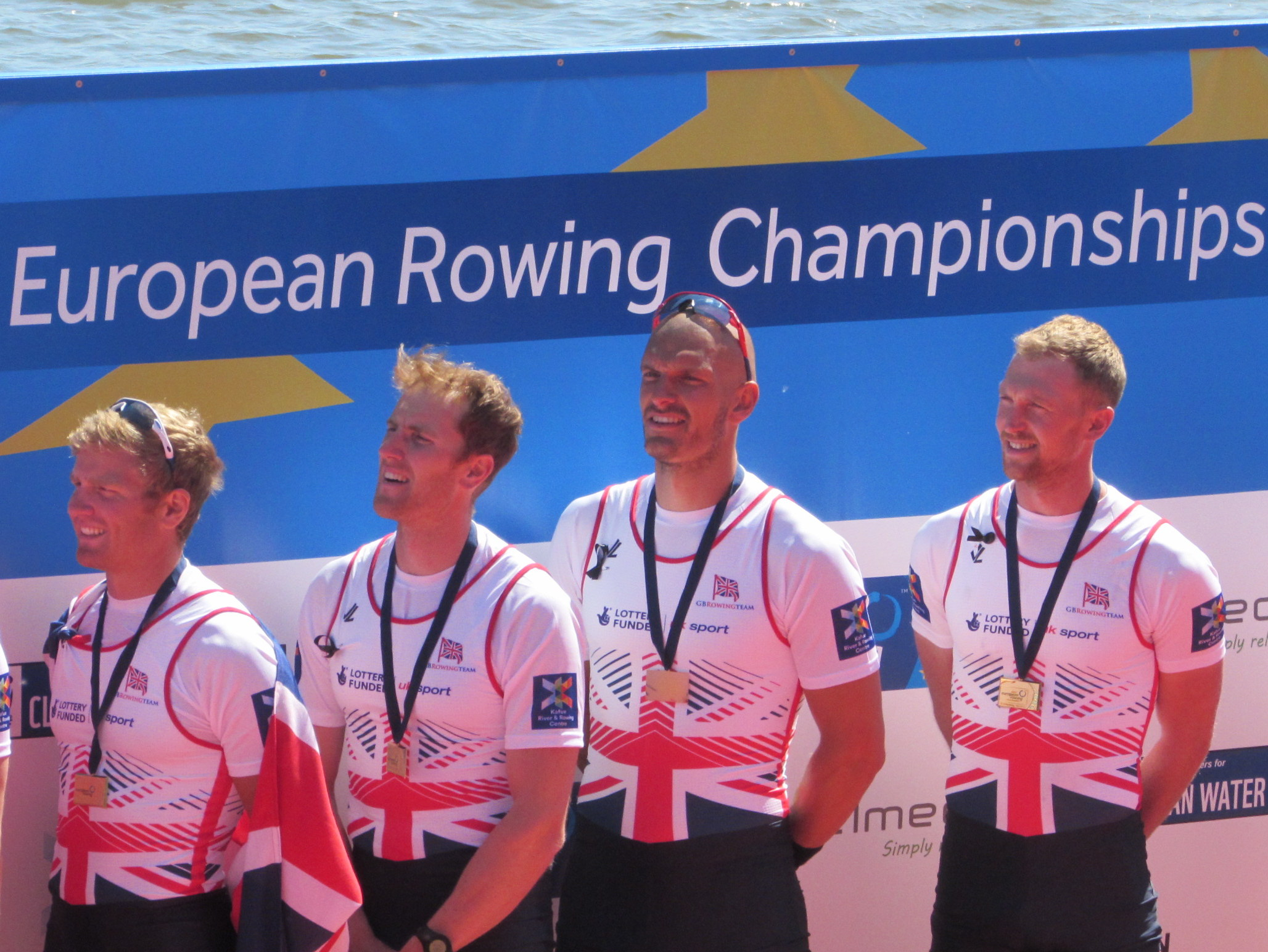
Den trefaldige världsmästaren och olympiska mästaren i rodd, George Nash.

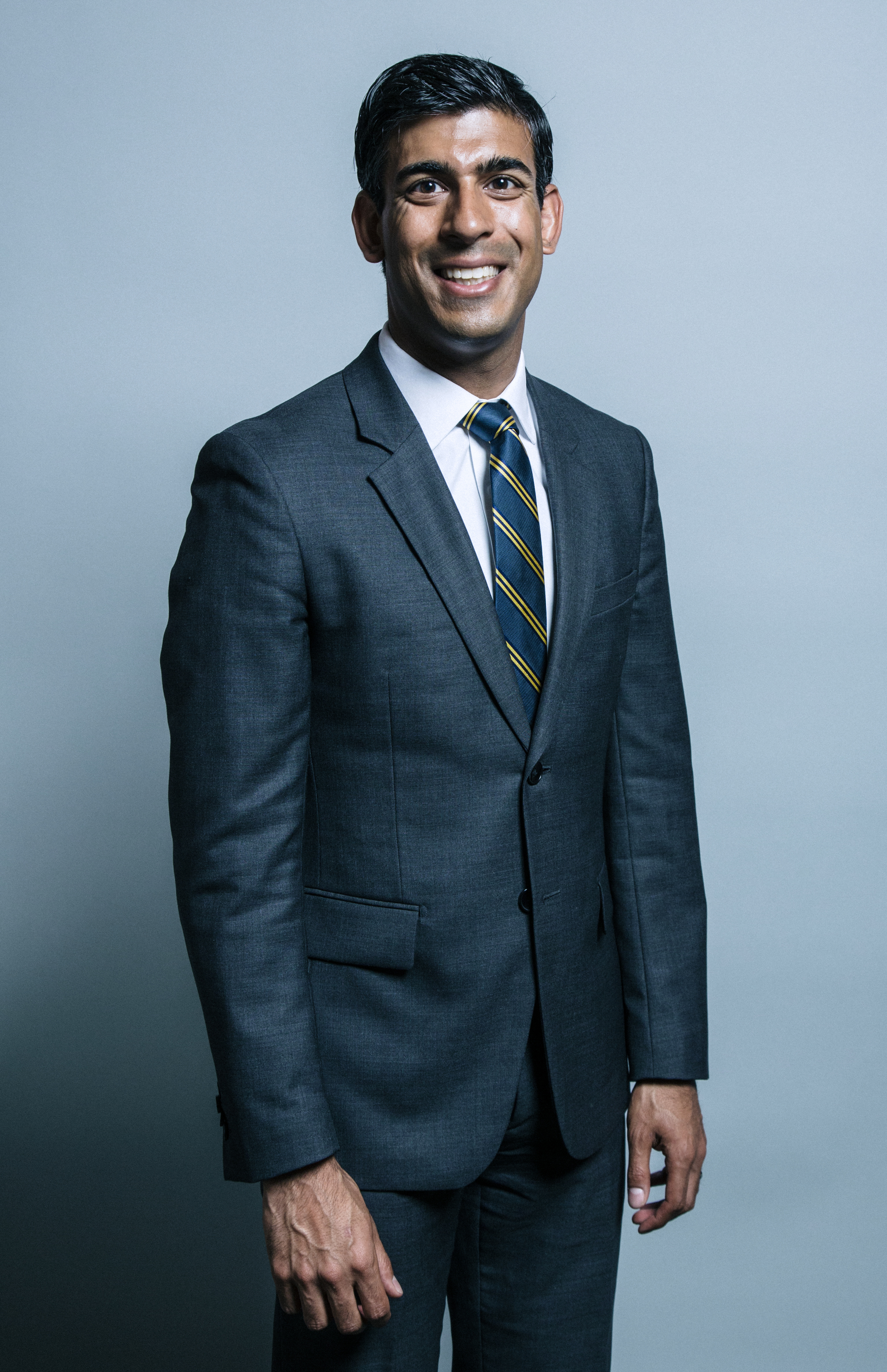
Storbritanniens finansminister Rishi Sunak.

### Adelsmän
- William Douglas, 4:e hertig av Queensberry - Skotsk adelsman.
- Charles Vyner Brooke - Raja av Kungariket Sarawak på Borneo.

### Affärsmän
- Arthur Pearson - Tidningsmagnat.

### Akademiker

#### Antropologi
- Edward E. Evans-Pritchard - Socialantropolog och professor vid Oxfords universitet.

#### Biologi
- Philip Lutley Sclater - Zoolog och biolog.

#### Geologi
- William Buckland - Geolog och paleontolog.

#### Fysik
- Freeman Dyson - Matematiker och fysiker
- David J. Thouless - Nobelprisvinnare i fysik.

#### Historia
- Antony Beevor - Historiker.
- Arnold J. Toynbee - Historiker.
- Kenneth Clark - Konsthistoriker.
- Frederic George Kenyon - Papyrolog.
- Samuel Rawson Gardiner - Historiker.
- Francis John Haverfield - Historiker och arkeolog.

#### Kemi
- Anthony Pawson - Biokemist.
- Richard Synge - Nobelprisvinnare i kemi.
- William Sealy Gosset - Kemist.

#### Matematik
- James Lighthill - Matematiker
- Godfrey Harold Hardy - Matematiker.

#### Poesi och litteratur
- Robert Lowth - Professor i poesi vid Oxfords universitet.
- Matthew Arnold - Professor i poesi vid Oxfords universitet.
- Joseph Warton - Kritiker

#### Teologi
- Samuel Rolles Driver - Teolog och språkforskare.
- Arthur Headlam - Teolog.
- William George Ward - Teolog.

### Diplomater
- Sir Ashley Eden - Ämbetsman och diplomat.
- Richard Lyons, 1:e viscount Lyons - Brittisk ambassadör.

### Film

#### Skådespelare
- Tom Sturridge - Skådespelare.
- Hugh Dancy - Skådespelare.
- Saif Ali Khan - Skådespelare.

#### Regissörer
- Rupert Wyatt - Regissör (Apornas planet: (r)evolution)
- Joss Whedon - Regissör.
- Christopher Miles - Regissör.
- Anthony Asquith - Regissör och manusförfattare.

### Filosofer
- Michael Dummett - Filosof.

### Författare
- Nicholas Shakespeare - Författare och journalist.
- Robert Conquest - Historiker, poet och författare.
- Robert Nichols - Författare
- Nicholas Monsarrat - Författare.
- Alan Patrick Herbert - Brittisk jurist och humoristisk författare.
- Thomas Browne - Författare.
- Thomas Otway - Författare.
- Paul Britten Austin - Författare och översättare av svensk litteratur.
- Anthony Trollope - Författare.
- Thomas Warton - Litteraturhistoriker och författare.

### Idrottsmän
- George Nash - Olympisk mästare och världsmästare i rodd.
- George Mallory - Bergsbestigare.

### Jurister
- Roundell Palmer, 1:e earl av Selborne - Brittisk jurist och statsman.
- William Wood, 1:e baron Hatherley - Brittisk jurist.

### Militärer
- Archibald Wavell, 1:e earl Wavell - Vicekung av Indien, överbefälhavare av den Brittisk-indiska armén.
- Hugh Dowding - Brittisk officer och Air Marshal.
- Herbert Stewart - Brittisk officer.
- George Bruce Malleson - Brittisk officer och historiker.

### Poeter och diktare
- John Davies - Poet.
- John Owen - Epigramdiktare.
- Edward Young - Poet.
- William Somervile - Skald.
- William Collins - Poet.
- Lord Alfred Douglas - Poet och älskare till Oscar Wilde.
- Lionel Johnson - Poet.
- William Lisle Bowles - Diktare.

### Politiker
- Rishi Sunak - Storbritanniens finansminister.

- John Whittingdale - Politiker, brittisk parlamentsledamot.
- William Palmer, 2:e earl av Selborne - Brittisk politiker och diplomat.
- Charles Cripps, 1:e baron Parmoor - Brittisk jurist och politiker.
- Stafford Cripps - Brittisk politiker, minister och jurist.
- Oswald Mosley - Brittisk fascistledare.
- Geoffrey Howe - Brittisk politiker och finansminister.
- Hugh Gaitskell - Brittisk politiker, partiledare för Labour.
- Basil Brooke - Nordirländsk politiker.
- Henry Addington, 1:e viscount Sidmouth - Brittisk premiärminister.
- Frederic Thesiger, 1:e viscount Chelmsford - Vicekung av Indien.
- Edward Grey, 1:e viscount Grey av Fallodon - Brittisk politiker och utrikesminister.
- Anthony Ashley Cooper, 3:e earl av Shaftesbury - Politiker och filosof.
- Herbert Fisher - Brittisk politiker och historieforskare.
- Sydney Smith - Brittisk politiker och satiriker.
- Robert Lowe, 1:e viscount Sherbrooke - Brittisk politiker.

### Präster
- Henry Garnet - Jesuitpräst.
- William Warham - Ärkebiskop av Canterbury, lordkansler.
- Christopher Wordsworth - Brittisk biskop.
- Richard Williamson - Romersk-katolsk biskop.
- Thomas Ken - Brittisk biskop och psalmförfattare.

### Andra
- Francis Trevelyan Buckland - Fiskodlare.
- Thomas Arnold - Rektor för Rugby School.

## Rektorer
- 1373 Richard Herton
- 1388 John Melton
- 1394 Thomas Romsey
- 1407 John Pole
- 1414 Thomas Romsey
- 1418 Richard Darcy
- 1424 Thomas Alwyn
- 1430 William Waynflete
- 1441 Thomas Alwyn
- 1444 William Yve
- 1454 John Barnard
- 1459 John Grene
- 1465 Clement Smyth
- 1467 Richard Dene
- 1484 John Rede
- 1490 Robert Festham
- 1495 William Horman
- 1501 John Farlyngton
- 1507 Edward More
- 1515 Thomas Erlisman
- 1525 John Twychener
- 1531 Richard Twychener
- 1535 John White
- 1542 Thomas Bayly
- 1547 William Everard
- 1553 Thomas Hyde
- 1561 Christopher Johnson
- 1572 Thomas Bilson
- 1579 Hugh Lloyd
- 1588 John Harmar
- 1596 Benjamin Heyden
- 1602 Nicholas Love
- 1613 Hugh Robinson
- 1627 Edward Stanley
- 1642 John Pottinger
- 1653 William Burt
- 1658 Henry Beeston
- 1679 William Harris
- 1700 Thomas Cheyney
- 1724 John Burton
- 1766 Joseph Warton
- 1793 William Stanley Goddard
- 1810 Henry Dyson Gabell
- 1824 David Williams
- 1836 George Moberly
- 1867 George Ridding
- 1884 William Andrewes Fearon
- 1901 Hubert Murray Burge
- 1911 Montague John Rendall
- 1924 Alwyn Terrell Petre Williams
- 1934 Spencer Leeson
- 1946 Walter Fraser Oakeshott
- 1954 Henry Desmond Pritchard Lee
- 1968 John Leonard Thorn
- 1985 James Paley Sabben-Clare
- 2000 Edward Nicholas Tate
- 2003 Thomas Richard Cookson
- 2005 Ralph Douglas Townsend
- 2016 Timothy Roderick Hands